# Ciril (jurista)
Ciril (en llatí Cyrillus, en grec Κύριλλος) fou un jurista romà d'Orient que va escriure poc després de compilar-se el Codi de Justinià. Se'l situa vers el 535.
Segons uns escolis a la Basilica, va traduir al grec la Digesta. També va escriure un comentari sobre aquesta obra, que va titular ἴνδιξ (indix), que no té el sentit actual d'Índex sinó un resum breu del contingut dels llibres de la Digesta. També va fer comentaris al Codi de Justinià, alguns citats pels escoliastes i d'altres inclosos a la Basilica. En canvi no es coneixen comentaris de Ciril sobre les Novellae i per això se suposa que hauria escrit sobre temes jurídics abans de la publicació d'aquesta obra.
Alguns historiadors pensen que hi va haver dos Ciril, un que podria el seu pare, ja que va florir una mica abans, i un altre que és esmentat després de la compilació del codi; el primer portava el títol d'Heros i el segon el d'Heros Patricius.